# Joaquim dos Santos Duarte
Joaquim dos Santos Duarte (Olivença, 1801 - (?), 1855), compositor i intèrpret de piano, orgue, arpa i clarinet.
Duarte Joaquim dos Santos va ser un dels músics Madeirans més actius i influents del segon quart del segle xix, referenciat diverses vegades en publicacions periòdiques de l'època. Nascut a Olivença D. J. dos Santos, com era conegut per la sigla utilitzada per signar les seves composicions, va morir a Funchal el 1855. Abans d'instal·lar-se a Madeira, exercia la música a la confraria Santa Cecília com a organista i exercia música a Lisboa. També va actuar en concert a Porto el 9 de setembre de 1826, amb les seves primeres composicions conegudes. Algunes obres de D. J. dos Santos van ser publicades per l'autor al magatzem musical Casa Real Litografia: entre les composicions hi ha algunes quadrilhas, quatre de les quals estan en dipòsit a la Biblioteca Nacional de Lisboa.

Les primeres notícies sobre l'activitat de DJ dos Santos a Madeira daten de l'1 de desembre de 1827, en la crítica del concert a benefici de Carlos Guigou interpretada al "Teatro do Bom Gosto", el 28 de novembre de 1827. El diari "Defensor da Liberdade" va declarar que 
| « | "La simfonia del Sr. Duarte, Joaquim dos Santos, tocava per primera vegada, fa honor al seu autor, i si no fos problemàtic, molta gent ens va veure amb moltes ganes de veure-la repetida. Mereix el mateix Concert per a piano. els millors desitjos. El Sr. Joaquim dos Santos al seu Concert de Clarinet dona una nova evidència de les passes més importants de l'important que és en el seu instrument" | » |

La dedicació d'algunes obres impreses a Londres a personalitats de la societat Madeirana permet definir el seu recorregut amb un pas per Londres després d'un període de residència a Madeira el 1827.
A Londres, Joaquim dos Santos, va ser convidat a ensenyar a la universitat femenina mitjançant una carta de recomanació de João Domingos Bomtempo. Durant la seva estada a Anglaterra, el músic va ser també professor de piano de Maria II, que va residir a Londres entre el 7 d'octubre de 1828 i el 30 d'agost de 1829 i el 1831. La referència a l'ensenyament de Maria II ens permet considerar justificant l'estada de DJ Santos a Londres durant el mateix període i que a més a la capital anglesa va rebre algunes lliçons de Hummel. Un fet reforçat per la publicació de l'obra Les Souvenirs du Mont, en què el músic fa al·lusió a una Quinta situada a la parròquia de Monte, a Funchal. Aquesta obra està datada cap a 1830 per la Biblioteca Britànica. Malgrat la seva activitat com a professor, la interpretació professional de Santos dos DJ a Londres va ser reconeguda com a compositor, publicada per editors com "Payne & Hopkins, R. Cocks & Co., Jeffreys & Co.", que van reportar prop de 60 obres de pianista. Entre les seves obres publicades es troben a la Biblioteca Britànica. El seu treball sobre temes d'òpera, ja sigui en la composició o la transcripció de les àries de piano, revela un grau de dificultat tècnica ben desenvolupat.
Després de la seva visita a Londres, va tornar a Madeira a principis dels anys 1840, segons la composició d'una peça sagrada de DJ dos Santos el 1844: Novena a Santa Cecília, composta per a les festes religioses de la Patrona dels Músics, va celebrar la 22 de novembre. El 1847, el diari "O Defensor da Liberdade" va publicar al número 1 de maig una referència a lHimne al governador compost per Duarte Joaquim dos Santos, dedicat a José Silvestre Ribeiro. Una peça per a veus i orquestra, amb lletra de Teixeira Monteiro, per al final d'un pròleg del drama Trenta anys o La vida d'un jugador interpretada al "Teatro Concòrdia". "El defensor de la llibertat" es referia a aquesta obra com "Un bellíssim Hymno".
Duarte Joaquim dos Santos va actuar sovint com a pianista en iniciatives musicals de Madeira, sobretot com a acompanyant d'altres músics, entre ells: César Augusto Casella, violoncel·lista a Madeira des de desembre de 1850 fins a gener de 1851 i també va participar en els concerts de benefici de Julia de França Neto, entre 1854 i 1855. La producció de música trivial, especialment per a danses, al·ludeix a la participació del Duarte Joaquim dos Santos en els balls de la societat del Madeiran. Tenint en compte la seva capacitat interpretativa de piano i clarinet, D. J. dos Santos va integrar les orquestres Madeiran, com a intèrpret i director d'orquestra, com era la pràctica habitual en músics que van interpretar i compondre aquest tipus de repertori.

## Obra
- un concert de piano,
- un d'arpa,
- variacions per flauta i piano.
- L'himne Les Souvenirs du Mont (1830)
- Obres per a piano sol i 4 mans: bandes; valsos; diversions; un caprici sobre temes d'òpera de Carl Maria von Weber; transcripcions aryanes; i una peça sagrada per a cor i orgue titulada Alma, redemptoris mater.
- lHimne al governador

## Autoria
- Pinto, Rui Magno (2008). "Duarte Joaquim dos Santos". In 50 Histórias de Músicos na Madeira. Funchal: Associação de Amigos do Gabinete Coordenador de Educação Artística, p.1-3.

## Actualització
- Ventura, Ana (2011). "SANTOS, Duarte Joaquim dos". Dicionário Online de Músicos na Madeira. Funchal: Divisão de Investigação e Documentação, Gabinete Coordenador de Educação Artística, atualizado em 19/09/2011.

1. ↑   Edita Enciclopèdia Espasa, vol. 54, pàg. 428. (ISBN-84-239-4554-5)